# Константинопольская православная церковь
Константино́польская правосла́вная це́рковь, официально Вселе́нский патриарха́т Константино́поля (греч. Οἰκουμενικόν Πατριαρχεῖον Κωνσταντινουπόλεως, обычно Οἰκουμενικόν Πατριαρχεῖον, тур. Rum Ortodoks Patrikhanesi, Fener Rum Patrikhanesi) — первая в диптихе (первая по чести) автокефальная православная церковь. В греческой литературе часто именуется Вели́кой це́рковью Христо́вой (ἡ Μεγάλη τοῦ Χριστοῦ Ἐκκλησία).
Предстоятель — Архиепископ Константинополя — Нового Рима и Вселенский Патриарх Варфоломей (с 22 октября 1991 года).
Административный центр Патриархата, патриаршая резиденция и кафедральный собор Георгия Победоносца находятся в Фанаре (район Стамбула).

## История и статус
По преданию, основана апостолом Андреем Первозванным, который около 38 года рукоположил своего ученика Стахи́я «во епископы града Византиона». Это убеждение, несмотря на слабую опору в достоверных исторических документах, к VII веку стало весьма распространённым, если не повсеместным.
В 330 году римский император Константин Великий основал на месте Византия новую столицу Римской империи — Константинополь. До Второго Вселенского собора город находился в юрисдикции митрополита Ираклийского (Ираклия во Фракии, древний Перинф, современный Marmara Ereğlisi). Ссылаясь на проповедь апостола Иоанна Богослова в Малой Азии, современные официальные документы Константинопольской патриархии сообщают о двойном происхождении кафедры, от апостолов Андрея Первозванного и от Иоанна Богослова. Впервые эту точку зрения выдвинул патриарх Константинопольский Игнатий, заявивший на соборе 861 года: «Я занимаю кафедру апостола Иоанна и апостола Андрея Первозванного».
Согласно третьему правилу Второго Вселенского собора, созванного в 381 году императором Феодосием I (379—395), архиепископ Константинополя имеет второе место по чести в епископате после Римского епископа: «Константинопольский епископ да имеет преимущество чести по римском епископе, потому что град оный есть новый Рим».
С 451 года, когда впервые во Вселенской церкви Халкидонским собором был введён сан Патриарха, Константинопольская церковь стала патриархатом. Первенствующая на Востоке империи роль Константинопольской кафедры была подтверждена и расширена 28-м правилом Четвёртого (Халкидонского) Вселенского собора. Этот собор закрепил уже сложившуюся благодаря Иоанну Златоусту ситуацию и установил границы нового Патриархата: отныне Константинопольскому епископу выделялись области Понта, Азии и Фракии и епископы «варварских» народов, расселённых в этих областях.
Папа Григорий Великий первым из римских пап признал константинопольского епископа среди главных — вторым после Рима, выше Александрии. Этот порядок, ранее поставленный под вопрос святым Львом в V веке, выражен в синодальном послании Григория по случаю его избрания в 590 году. Но он, вслед за своим предшественником Пелагием II, в письмах к самому патриарху Константинопольскому Иоанну Постнику, к императору Маврикию и императрице Константине оспаривал титул «Вселенский патриарх», который до Григория Великого показывал только определённую власть над частью Ойкумены, то есть «обитаемой цивилизованной земли». Хотя термин первоначально был действительно применён к епископу Константинополя, но византийцы его применяли также к епископам Рима, Александрии и Антиохии. Так же, как Армянская церковь впервые ввела понятие о праве Константинополя ставить епископов среди иноплеменников за пределами своей епархии, Григорий Великий впервые детально расшифровал понятие «Вселенский патриарх Константинополя» как «Патриарх всей Вселенной» — сами византийцы до него так никогда не думали.

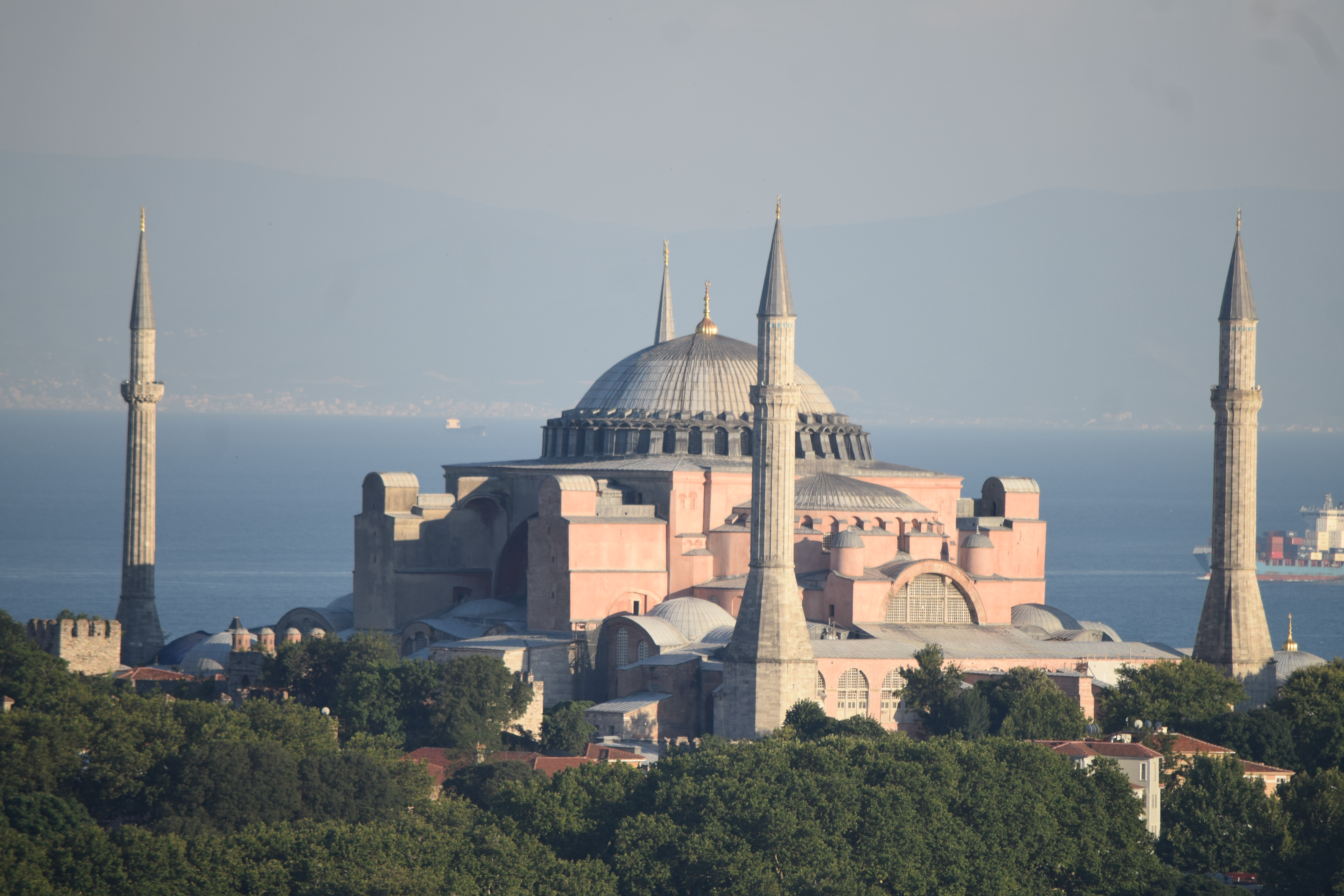
Софийский собор (на сегодняшний день — мечеть)

В 988 году в царствование Василия II и Константина VIII Порфирородных присланные Константинопольским патриархом Николаем II Хрисовергом представители византийского духовенства крестили князя киевского Владимира и киевских людей.
После 1054 года вследствие великой схизмы церковно-каноническое, а затем и евхаристическое общение Константинополя с Римской церковью Западной Римской империи было постепенно прервано. Обе Церкви полагали друг друга отпавшими от единства Единой Святой Кафолической и Апостольской Церкви и пребывающими в схизме, а в Константинополе обвиняли Рим и в ереси. Между Константинопольской церковью (по требованию императоров) и папским престолом заключались унии: на Лионском соборе в 1274 году, которую обе стороны понимали по-разному, и на Ферраро-Флорентийском соборе в 1438—1439 годах, в результате которого обе унии были отвергнуты церковным народом. После падения Константинополя (1453) турки-османы изгнали из Константинополя сторонников унии и признали Константинопольским патриархатом только православный патриархат во главе с патриархом Геннадием Схоларием. Патриархия стала также единственным легально существующим в Османской империи институтом православных подданных султана (православного миллета) и имела широкие гражданско-судебные и иные полномочия над ними (Печская патриархия сербов была создана только на короткое время).
C 25 марта 1862 года до 1923 года (ликвидация монархии и признание республики) весьма значительную роль в управлении делами патриархии (а также в выборах патриарха) играл Смешанный совет (греч. μικτὸν συμβούλιον) — орган, составлявшийся из четверых архиереев и восьмерых мирян, избиравшихся сроком на два года. Тогда же была введена многоступенчатая процедура патриарших выборов — в соответствии с положениями «Общих уставов» (Γενικοὶ Κανονισμοί), принятых в 1860 году. По мере отпадения от Османской империи территорий в Европе в XIX — начале XX века сообразно (де-факто в некоторых случаях до предоставления политической независимости данному народу) сокращались пределы юрисдикции Константинопольского патриархата.
В результате изгнания православного населения из Анатолии (1922), греческое православное население Малой Азии исчезло. К концу 1920-х годов турецкое правительство закрыло все православные митрополии Малой Азии, и лишённые своих епархий митрополиты либо уехали в Грецию, либо проживали в качестве титулярных иерархов в зданиях патриархии, создавая для неё серьёзные экономические затруднения. Но даже после того, как греческие беженцы из Малой Азии расселились по всему миру, Константинопольская патриархия продолжала считать их своей паствой. Более того, начиная с патриарха Мелетия (Метаксакиса) Константинопольский патриархат заявляет о канонической принадлежности ему всей православной диаспоры, то есть лиц православного вероисповедания, проживающих за пределами юрисдикции поместных православных церквей, — ссылаясь на 9-е, 17-е и 28-е правила Халкидонского собора. Подобные притязания не признаются негреческими поместными православными церквами и служат камнем преткновения и предметом пререканий во взаимоотношениях с Московским патриархатом.
В 1964 году в Иерусалиме состоялась встреча между патриархом Афинагором и римским папой Павлом VI, в результате которой взаимные анафемы были сняты и в 1965 году была подписана Совместная Декларация.

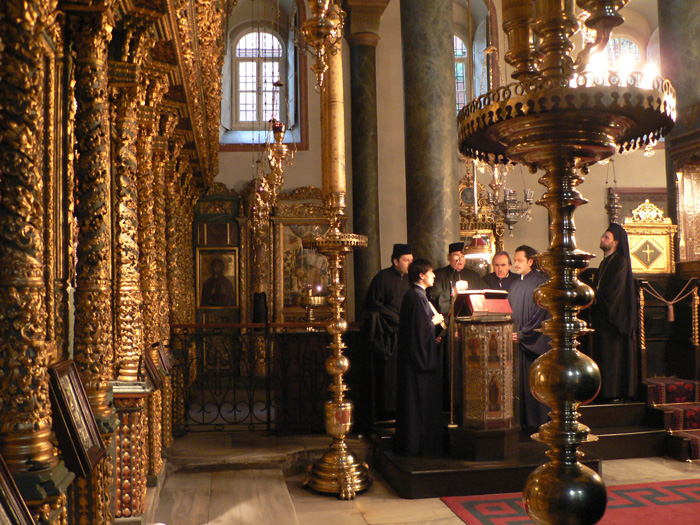
Внутри храма святого Георгия в Фанаре

На территории Турции имеется пять епархий, десять монастырей и 30 духовных школ. Несмотря на критическое снижение числа православных верующих в Турции до примерно 2-3 тысяч человек вследствие геноцида греков и последующих преследований, число членов церкви велико, так как юрисдикция Константинопольской православной церкви в настоящее время простирается за границы турецкого государства и охватывает весьма значительные церковные области: Афон и другие монастыри Халкидики, Крит, многие другие епархии Греции, православную диаспору — вначале с 20-х годов XX века — православных Турции, бежавших от геноцида в другие страны, а также Финляндскую автономную церковь, епархии в Западной Европе, Америке, Азии, Австралии и Новой Зеландии (всего около 100 зарубежных епархий).
В 1954 году произошёл погром патриархата. В 1955 году громили всю общину православных греков в Константинополе. В 1994 году подкладывалось взрывное устройство в храм святого Георгия. 3 декабря 1996 году в храме святого Георгия взорвалась бомба. В августе 1971 года Турция закрыла богословскую школу на острове Халка. В ноябре 1998 года попечительский совет этой школы был распущен. В результате предстоятель Церкви патриарх Варфоломей (Архондонис) неоднократно заявлял общественности, что начиная с 1992 года Турция ведёт психологическую войну против Вселенского патриархата.
С 1991 года предстоятель Церкви — Святейший архиепископ Константинополя — Нового Рима и Вселенский патриарх Варфоломей I.
В феврале 2008 года в руководстве Патриархии произошли значительные изменения, что наблюдателями было расценено как усиление позиций патриарха Варфоломея.
В 2010 и 2015 годах, в ответ на призыв патриарха Варфоломея об увеличении числа клириков Патриархата, имеющих турецкое гражданство, что позволяло бы им участвовать в выборах патриарха, несколько десятков архиереев и иных высокопоставленных клириков, не имевших гражданства Турции, получило его.
В 2016 и 2018 годах Патриархат — впервые после 1922 года — произвёл замещение упразднённых кафедр в Анатолии, избрав Варфоломея (Самараса) митрополитом Смирнским и Иеремию (Каллийоргиса) — митрополитом Анкарским соответственно.

## Священный синод
Священный синод — высший орган управления Константинопольской православной церковью. Заседает под председательством патриарха Константинопольского.
Священный синод, помимо председательствующего патриарха, состоит из двенадцати архиереев. Шесть из них избираются на один год, остальные — на шесть месяцев (в марте и сентябре).

## Структура и епархии
Имеет сложную административно-каноническую структуру на всех обитаемых континентах Земли, исключая Африку, которая полностью находится в юрисдикции Александрийского патриархата; включает шесть архиепархий, восемь Церквей и 18 митрополий, каждая из которых подчиняется непосредственно Вселенскому патриарху.
Кроме того, три из шести архиепархий имеют в своём составе митрополии — всего 17.
Две Церкви в составе патриархата имеют статус автономий: Финляндская и Эстонская. Критская архиепископия имеет статус полуавтономной церкви.

### В Турции
На территории Турецкой Республики в настоящее время имеется десять епархий:
1. Константинопольская архиепископия, возглавляемая патриархом: Стамбул и окрестности;
2. Адрианопольская митрополия: район Эдирне
3. Халкидонская митрополия: азиатская часть Турции
4. Имврская и Тенедская митрополия: острова Имврос и Тенедос
5. Принкипонисская митрополия: Принцевы острова
6. Деркская митрополия
7. Писидийская митрополия
8. Прусская митрополия
9. Смирнская митрополия
10. Силиврийская митрополия

### В Америке
В 1921 году, была создана единая греческая архиепископия Северной и Южной Америки под юрисдикцией Элладской церкви, которая в следующем году была переведена в состав Константинопольской церкви. В 1996 году из её состава вывели митрополии: Канады (Торонтская), Мексики и Центральной Америки (Мехико), Южной Америки (Буэнос-Айрес). Таким образом, в составе Американской архиепископии остались только приходы в США.
Кроме того, в прямом подчинении Патриархата в Северной Америке пребывают:
- Албанская православная епархия в Америке
- Американская карпаторосская православная епархия учреждена в 1938 году.
- Украинская православная церковь в Канаде[31]: украинские приходы в Канаде, принятые в юрисдикцию Вселенского престола в 1990 году от неканонического украинского автокефализма;
- Украинская православная церковь в США принята в юрисдикцию Константинопольского патриархата 12 марта 1995 года, в ноябре 1996 года объединилась с УПЦ в Америке;

### Западноевропейский экзархат русской традиции
Учреждён 17 февраля 1931 года патриархом Фотием II грамотою митрополиту Евлогию (Георгиевскому), на основании которой русские православные церкви в Европе во главе с управляющим ими митрополитом Евлогием были приняты в юрисдикцию Константинопольского патриарха с преобразованием во временный экзархат. Экзархат объединял православных христиан различного этно-культурного происхождения в нескольких странах Европы, главным образом во Франции, существуя параллельно греческой Галльской митрополии и другим епархиям в юрисдикции Константинопольского патриархата в Европе. Был упразднён в 2018 году.

## Отношения с Русской церковью и Россией
В июле 1993 года, во время визита патриарха Варфоломея I в Россию, обращаясь к своему гостю и его свите в Санкт-Петербургском Исаакиевском соборе, патриарх Московский Алексий II сказал:

В Царьграде, как издревле с любовью называли Константинополь русские люди, восприняла благодать крещения святая равноапостольная княгиня Ольга; туда же направил своих послов, ищущих правую веру, её внук — святой равноапостольный князь Владимир.
Нет таких слов, которые могли бы выразить чувства благодарности, испытываемые нашим верующим народом к святой Константинопольской Церкви, принесшей на Русь спасительную православную веру, определившую все сферы бытия Руси.

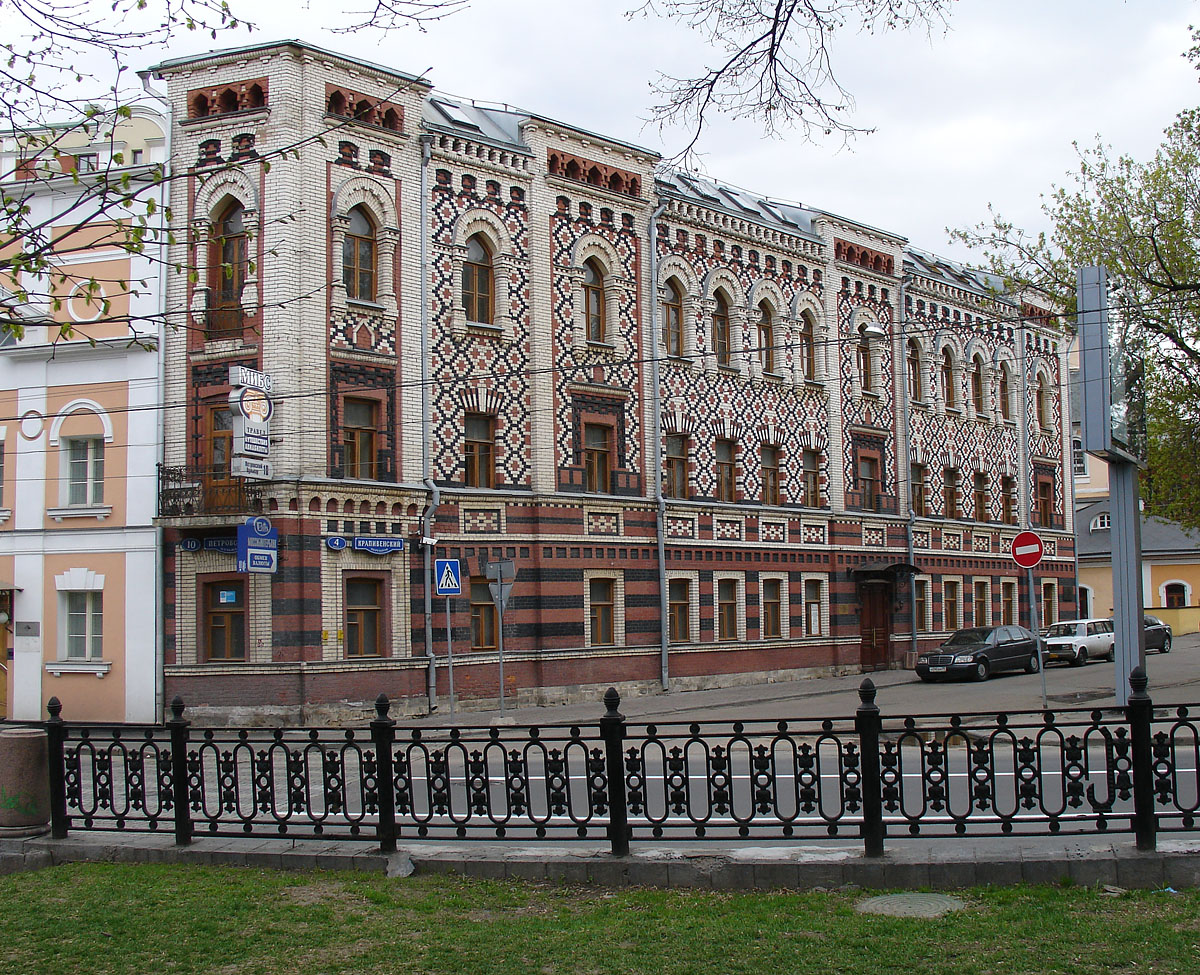
Здание бывшего московского подворья Константинопольского патриархата в Крапивенском переулке

Напряжённые, в целом, отношения между Вселенской патриархией и Православной церковью в России в Новой истории восходят к длительной распре в связи с осуждением Константинопольской церковью в сентябре 1872 года как схизматического созданного оттоманской Портой Болгарского экзархата. Правительство Российской империи и российский Святейший синод ранее ответили отказом на предложения патриархата о созыве Вселенского собора для решения болгарского вопроса, а после осуждения собором в Константинополе схизмы лишь формально приняли решение последнего, де-факто поддерживая болгар (см. Греко-болгарская схизма). В 1920-е годы отношения ещё более обострились и остаются напряжёнными — вследствие разногласий по ряду принципиальных канонических и частных юрисдикционных вопросов.
Митрополит Сурожский Антоний (Блум) (РПЦ) в 2000 году отмечал, что Константинопольский патриархат «все усилия прилагает к тому, чтобы стать в глазах всего Запада „Вселенской Православной Церковью“ с „восточным псевдо-папой“ во главе».
По мнению старшего научного сотрудника Института российской истории РАН, заместителя председателя Императорского православного палестинского общества Николая Лисового в начале июля 2008 года: «Константинопольская церковь, начиная с 1917 года, всё время пытается работать против России и Русской православной церкви. Она работает вместе с НАТО на отрыв Украины от России».
В настоящее время Константинопольский патриархат оспаривает у Русской церкви каноническую юрисдикцию на страны Прибалтики, Китай, Украину.

### Разрыв отношений (2018)
1 сентября 2018 года патриарх Варфоломей, выступая перед Архиерейским собором (Синаксом) в стамбульском храме Святой Троицы, обвинил Москву в череде «неканонических вмешательств» в дела Киевской митрополии начиная с XIV века, когда Киевская кафедра была переведена в Москву «без канонического дозволения Церкви-Матери». Он сказал: «Поскольку Россия, как ответственная за нынешнюю болезненную ситуацию на Украине, не способна решить проблему, Вселенский патриархат взял на себя инициативу по решению проблемы в соответствии с полномочиями, предоставленными ему священными канонами и юрисдикционной ответственностью над епархией Киева, получив просьбу об этом от досточтимого украинского правительства, а также повторяющиеся просьбы патриарха Киевского Филарета об апелляции на наше рассмотрение его дела». Председатель отдела внешних церковных связей Русской православной церкви митрополит Иларион (Алфеев) заявил, что полагает канонически необоснованным вмешательство Константинопольского патриархата в церковные дела Украины. Патриарх Московский Кирилл 2 сентября 2018 года заявил, что митрополит Киевский Пётр перенёс кафедру из Владимира, где она находилась после разгрома Киева, в город Москву «по Божественному Промыслу»
8 сентября 2018 года было обнародовано заявление Священного синода Русской православной церкви, в котором он выразил «решительный протест и глубокое возмущение» в связи с назначением Вселенским патриархатом архиепископа Памфилийского Даниила (Зелинского) и епископа Эдмонтонского Илариона (Рудника) экзархами Константинопольского патриархата в Киеве. 14 сентября 2018 года во внеочередном заседании Священный синод Русской православной церкви, имев суждение об «ответных действиях в связи с назначением Константинопольским патриархатом своих „экзархов“ в Киев в рамках принятого Синодом этой Церкви „решения о предоставлении автокефального статуса Православной Церкви в Украине“», постановил: «1. Приостановить молитвенное поминовение патриарха Константинопольского Варфоломея за богослужением. 2. Приостановить сослужение с иерархами Константинопольского патриархата. 3. Приостановить участие Русской Православной Церкви во всех Епископских собраниях, богословских диалогах, многосторонних комиссиях и других структурах, в которых председательствуют или сопредседательствуют представители Константинопольского патриархата. 4. Принять заявление Священного Синода в связи с антиканоническими действиями Константинопольского патриархата в Украине». В заседании, состоявшемся 25 сентября 2018 года, Священный синод Украинской православной церкви (МП) постановил: «„Экзархи“ Константинопольского патриархата архиепископ Памфилийский Даниил и епископ Эдмонтонский Иларион должны покинуть каноническую территорию Украинской Православной Церкви». На совещании архиереев УПЦ 28 сентября, проведённом управляющим делами УПЦ митрополитом Антонием (Паканичем), епархиям УПЦ было поручено организовать ежедневное пикетирование здания, в котором проживают экзархи Константинопольского патриархата в Киеве.
11 октября 2018 года Синод Константинопольского патриархата решил продолжить процедуру «дарования автокефалии церкви Украины», восстановить ставропигию Вселенского патриархата в Киеве, принять ходатайства об апелляции Филарета Денисенко и Макария Малетича, отменить юридическую силу синодального письма 1686 года. В связи с этим решением Синода президент России Владимир Путин 12 октября обсудил положение Русской православной церкви на Украине на совещании с постоянными членами Совета Безопасности. В заседании 15 октября 2018 года Синод РПЦ, имев суждение «об антиканонических действиях Константинопольского Патриархата, вступившего в общение с раскольниками на Украине и посягающего на каноническую территорию Русской Православной Церкви», постановил: «1. Ввиду продолжающихся антиканонических действий Константинопольского Патриархата признать невозможным дальнейшее пребывание с ним в евхаристическом общении… 3. Просить Патриарха Московского и всея Руси Кирилла информировать Собратьев-Предстоятелей Поместных Православных Церквей о позиции Русской Православной Церкви в связи с угрозой разрушения единства мирового Православия и призвать их к совместному поиску путей выхода из создавшейся тяжёлой ситуации».